# شبکه جغرافیایی متن‌باز
 پروژه شبکه جغرافیایی متن‌باز (مخفف: GNOS) یک برنامه فهرست نویسی آزاد و منبع باز (FOSS) برای منابع مرجع فضایی است. این یک فهرست از اطلاعات مکان‌گرا است.

## طرح کلی

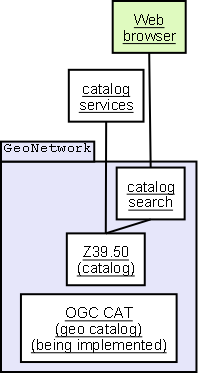
نحوه‌ی کار شبکه جغرافیایی

این یک محیط مدیریت مکانی استاندارد و غیرمتمرکز است که برای دسترسی به پایگاه‌های داده‌های مرجع جغرافیایی، محصولات نقشه‌برداری و ابرداده مربوط از منابع مختلف، تقویت تبادل اطلاعات مکانی و اشتراک بین سازمان‌ها و مخاطبان آنها، با استفاده از ظرفیت‌های اینترنت طراحی شده‌است. با استفاده از پروتکل Z39.50 هر دو به کاتالوگ‌های از راه دور دسترسی پیدا کرده و داده‌های آن را در دسترس سایر خدمات فروشگاه قرار می‌دهد. تا تاریخ ۲۰۰۷، خدمات فروشگاه وب OGC در حال اجراست.